# Nossa Senhora da Lapa
Nossa Senhora da Lapa é uma representação de Santíssima Virgem Maria, bastante cultuada em Portugal e no Brasil. A sua imagem geralmente ostenta a Virgem Maria de pé, sobre as nuvens, com as mãos juntas em atitude de oração, com uma coroa e uma pomba (símbolo do Espírito Santo) sobre a cabeça.

## História
A história da devoção a Nossa Senhora da Lapa é objecto de várias lendas populares locais. De acordo com a lenda mais difundida, o culto iniciou-se em meados do ano de 982 quando o general mouro Almançor, em uma das suas campanhas militares na Península Ibérica, passou por um mosteiro nortenho onde teria martirizado parte das religiosas que ali se encontravam.
As religiosas que teriam conseguido escapar do general teriam se abrigado em uma lapa (gruta) no lugar de Quintela, em Sernancelhe, onde teriam guardado uma imagem de Nossa Senhora que levavam consigo.
Ao longo dos séculos, por cerca de quinhentos anos, a imagem teria permanecido ali, até que, em 1498, uma jovem pastora chamada Joana, menina ainda e muda de nascença, ao pastorear as ovelhas pelos arredores da gruta, teria resolvido adentrar e teria encontrado a imagem, pequena e formosa.
Porém a inocência da menina teria interpretado o achado como uma boneca e a teria colocado na cesta onde guardava seus pertences e seu lanche. Durante o pastoreio, a menina enfeitava a cesta como podia, procurando as mais lindas flores para orná-la.
Embora as ovelhas se encontrassem sempre no mesmo lugar, estavam sempre alimentadas e tranquilas, o que despertou comentários entre algumas pessoas. Estes comentários chegaram aos ouvidos da mãe de Joana, que, já enervada com as teimosias da menina, num momento de irritação, pegou a santa imagem e atirou-a ao fogo.
Ao ver isso, a menina soltou um grito: "Não! Minha mãe! É Nossa Senhora! O que fez?". Sua fala desprendeu-se instantaneamente de forma irreversível e sua mãe, neste momento, ficou com o braço paralisado. Ainda em transe, a menina e a mãe oraram e o braço paralisado ficou curado.
A comunidade, então, reconhecendo o valor da santa e milagrosa imagem, sob a orientação da menina Joana, construíram uma capela para abrigá-la, onde ficou, mesmo após as diversas tentativas do clero de levá-la para a igreja paroquial, de onde sempre desaparecia de modo misterioso.
O seu culto acabou por difundir-se em Portugal e foi levado para o Brasil por mão da Companhia de Jesus, que estabeleceu uma forte relação com esta devoção desde a altura em que os jesuítas sediados em Coimbra se tornaram responsáveis pela localidade da Lapa, por concessão do Rei D. Sebastião. E recebeu um grande impulso com as pregações e missões do padre Ângelo de Sequeira (Brasil, 1707–1776), notável orador que percorreu Portugal e a Espanha entre 1753 e 1765, promovendo a construção de igrejas em louvor da Senhora da Lapa.

## Igrejas

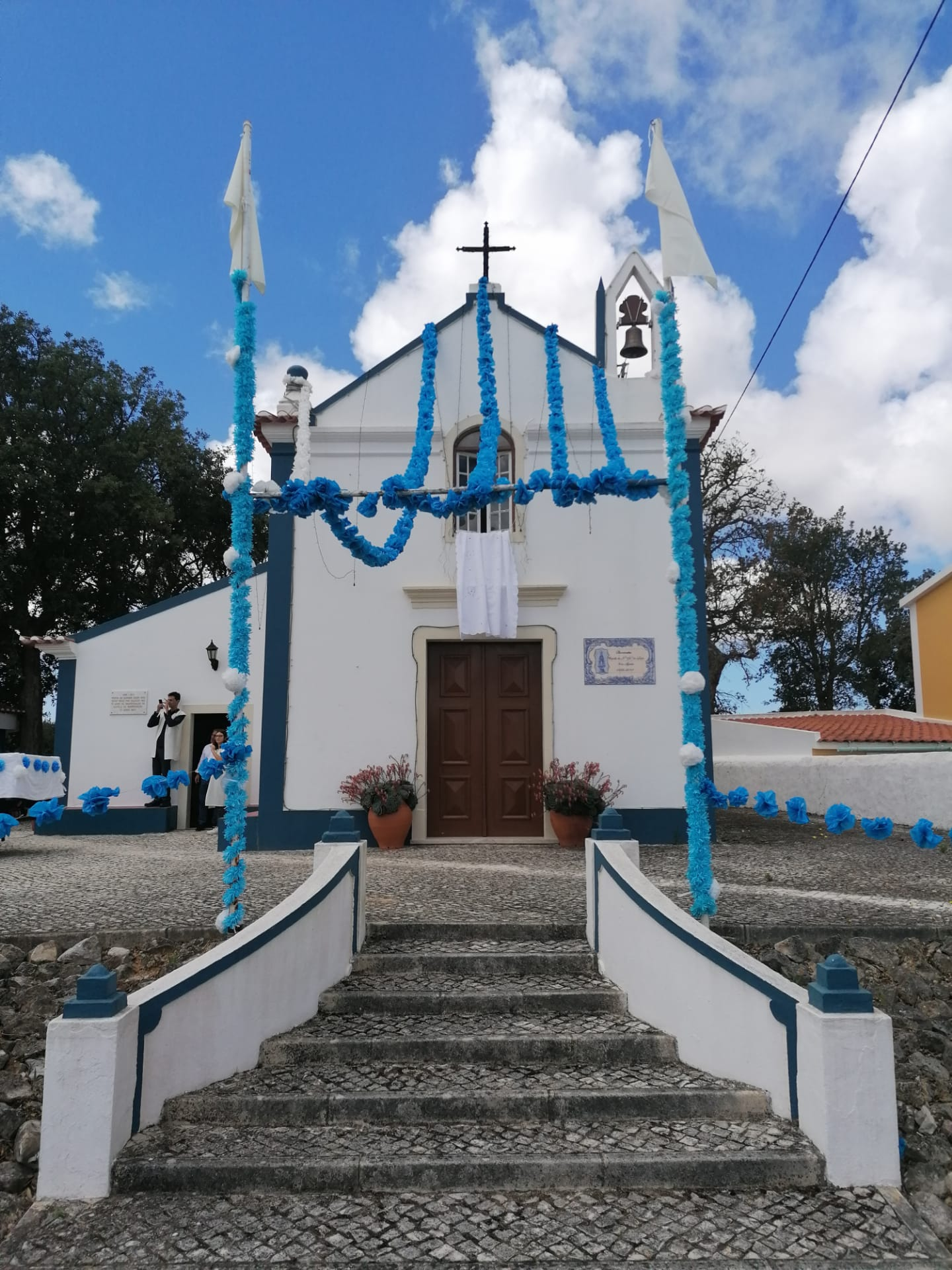
Capela dedicada a Nossa Senhora da Lapa, Barreiralva

Para além do Santuário da Lapa em Quintela, Sernancelhe, existem:
Em Portugal:
- Queimadas, Freguesia de Nossa Senhora da Lapa, em São Nicolau

- Barreiralva, em Mafra, distrito de Lisboa[2]
- Lapinha em Guimarães
- Póvoa de Varzim
- Vieira do Minho
- Misericórdia de Penafiel
- Monte Castro em Gondomar
- Pias em Monção
- Chaves
- Ponte de Lima
- Ponte da Barca
- Igreja da Lapa do Porto
- Capela da Lapa na igreja dos Clérigos do Porto
- Vila Viçosa
- Vila Flor
- Sardoal em Santarém
- Alegrete em Portalegre
- Lagares em Penafiel
- Resende
- Saidinho em Anadia
- Curgueiros em Castelo Branco
- Pedreira em Tomar
- Estrela Em Lisboa
- Arcada em Braga
- Falagueira na Amadora
- Penedono
- Figueira de Castelo Rodrigo
- Torres do Mondego em Coimbra
- Vila do Conde
- Condeixa-a-Velha
- Penajoia
- Almodôvar

No Brasil:
- Igreja de Nossa Senhora da Conceição da Lapa, Convento da Lapa, em Salvador - Bahia
- Santuário Nossa Senhora da Conceição da Lapa em Antônio Pereira, Ouro Preto - Minas Gerais
- Nossa Senhora da Lapa da Boa Morte em Angra dos Reis
- Nossa Senhora da Lapa em Maragojipe
- Nossa Senhora da Lapa dos Mercadores, no bairro da Lapa, no Rio de Janeiro.
- Nossa Senhora da Lapa, no bairro de Senador Camará, no Rio de Janeiro.
- Igreja e Convento de Nossa Senhora da Conceição da Lapa em Salvador
- Igreja de Nossa Senhora do Carmo da Lapa do Desterro no Rio de Janeiro
- Santuário Diocesano de Nossa Senhora Lapa em Virgem da Lapa-MG
- Igreja Matriz de Nossa Senhora da Lapa, na Lapa, em São Paulo
- Santuário de Nossa Senhora da Lapa em Vazante - Minas Gerais (http://www.santuarionsenhoradalapa.com.br/)
- Igreja Nossa Senhora da Lapa de Cubatão-SP
- Igreja Nossa Senhora da Lapa - Campos dos Goytacazes/RJ

## Galeria

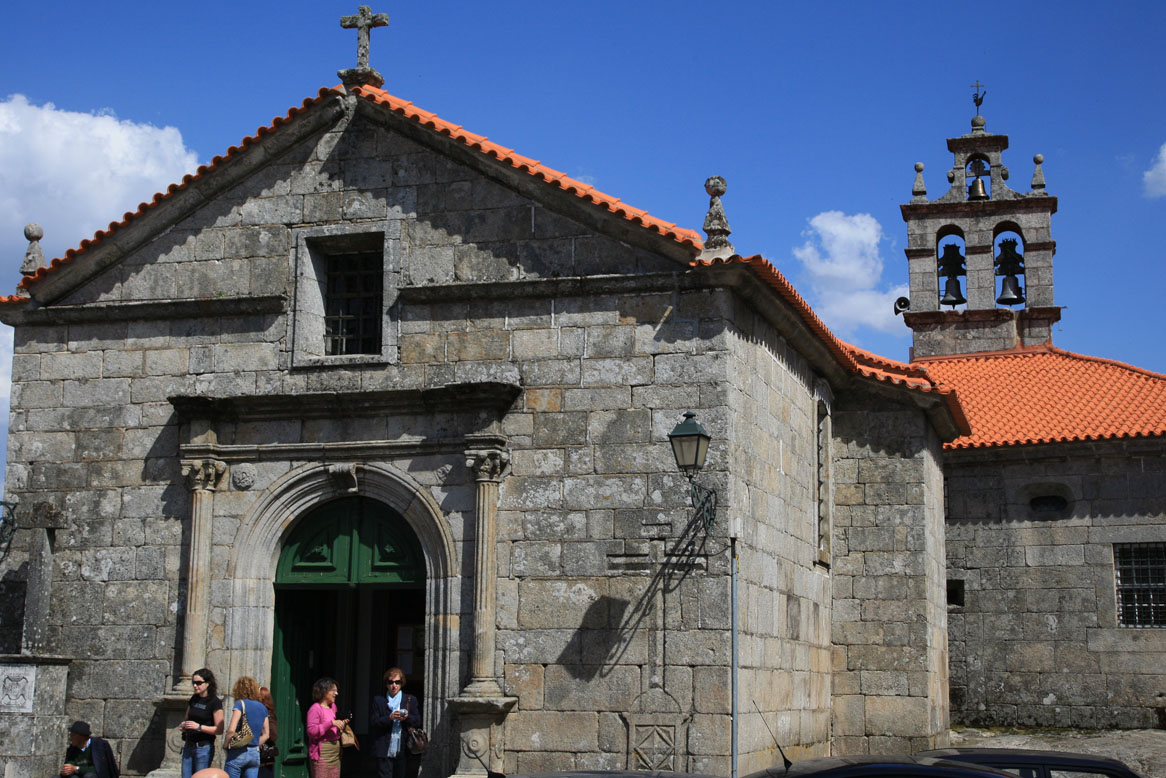
Exterior do Santuário de Nossa Senhora da Lapa, em Sernancelhe.

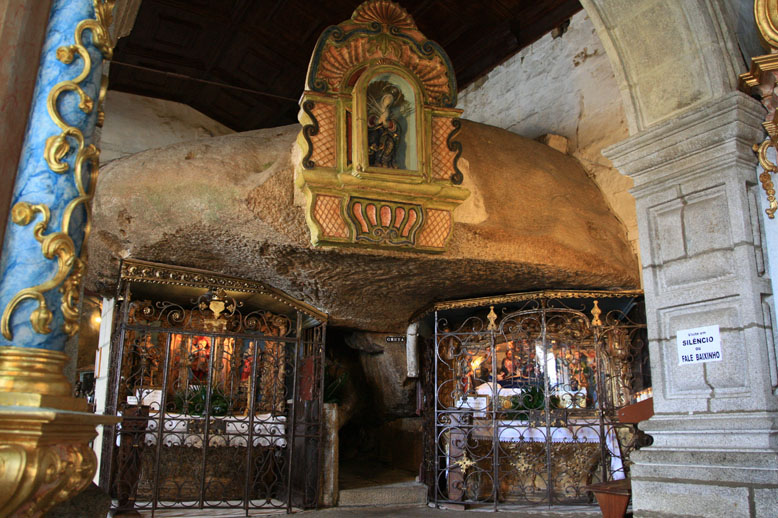
A gruta onde apareceu a imagem de Nossa Senhora da Lapa, em Sernancelhe.